# آبل تروخیلو
آبل تروخیلو (انگلیسی: Abel Trujillo؛ زادهٔ ۱۸ سپتامبر ۱۹۸۳) ورزشکار هنرهای رزمی ترکیبی اهل ایالات متحده آمریکا است. وی از سال ۲۰۰۹ میلادی تاکنون مشغول فعالیت بوده‌است.